# A Song for You (Leon Russell)
A Song for You è un brano musicale scritto e originariamente interpretato da Leon Russell, contenuto suo album in studio eponimo Leon Russell, pubblicato nel 1970 dall'etichetta Shelter Records negli Stati Uniti.

## Cover
La canzone è stata reinterpretata da tantissimi artisti nel corso degli anni seguenti. Tra i primi a pubblicare una cover del brano vi è Andy Williams, che l'ha pubblicata come singolo nel 1971 quale estratto dal suo ventottesimo album You've Got a Friend.
Negli anni '70 la canzone è stata interpretata anche da Jaye P. Morgan (1971), Donny Hathaway (1971, nell'eponimo album Donny Hathaway), The Carpenters (1972, nell'album intitolato anch'esso A Song for You), Cher (1972, nell'album Foxy Lady), Willie Nelson (1973, nell'album Shotgun Willie) e Mina. Quest'ultima, nel suo album del 1975 La Mina, ha inciso una versione in lingua italiana del brano dal titolo Quasi come musica, con adattamento del testo realizzato da Gino Paoli e Claudio Daiano.
Nel 1991 Whitney Houston ha interpretato il brano in uno speciale concerto televisivo dal titolo Welcome Home Heroes with Whitney Houston. Una cover di Whitney Houston è anche inclusa nel suo ultimo album in studio, ovvero I Look to You, uscito nel 2009.
Ray Charles ha pubblicato la sua versione della canzone nel 1993; l'interpretazione che gli è valso un Grammy Award nell'edizione 1994 nella categoria "Best Male R&B Vocal Performance".
Nel 2005 il pianista jazz Herbie Hancock ha pubblicato l'album Possibilities, in cui è inserita una sua cover del brano incisa al fianco di Christina Aguilera. Questa versione ha ottenuto una candidatura ai Grammy Awards 2006 nella categoria "Best Pop Collaboration with Vocals".
Una cover realizzata dal gruppo musicale britannico Simply Red è inclusa nel loro nono album in studio Simplified, uscito nel 2005.
Una versione del brano incisa da Amy Winehouse è inclusa nel suo album postumo Lioness: Hidden Treasures (2011).
Nel 2019 gli australiani Kate Ceberano e Paul Grabowsky hanno pubblicato l'album Tryst, in cui è incisa una loro cover.